# Правило Глогера
Правило Глогера говорить про те що види тварин, які мешкають у теплих та вологих зонах, мають інтенсивнішу пігментацію тіла (найчастіше чорну або темно-коричневу), ніж мешканці холодних та сухих областей.
Дане правило було запропоноване К. Глогером (1833).

## Пояснення
Вважають, що така особливість забарвлення дозволяє акумулювати тваринам достатньо велику кількість тепла.
Встановлено, що правило Глогера поширюється на птахів, ссавців, а серед комах − на метеликів. Правило діяло у 80 % досліджених видів ссавців та птахів. Однак метелики лише частково підкоряються цьому правилу, а деякі комахи зовсім не підпадають під нього.
Згадані зміни у забарвленні підвищують рівень адаптованості тварин.
Фізіологічний сенс змін забарвлення не зовсім зрозумілий, оскільки правило Глогера поширюється навіть на види, які ведуть нічний спосіб життя.
Правило Глогера має значення у систематиці тварин.